# 奧斯特利茨站 (巴黎地鐵)
奧斯特利茨站（法語：Gare d'Austerlitz）是巴黎地鐵的一個車站，位於巴黎五區和巴黎13區交界處，服務巴黎地鐵5號線和巴黎地鐵10號線。奧斯特利茨站是巴黎地鐵10號線在東側的起點站。奧斯特利茨站開業於1931年4月26日。

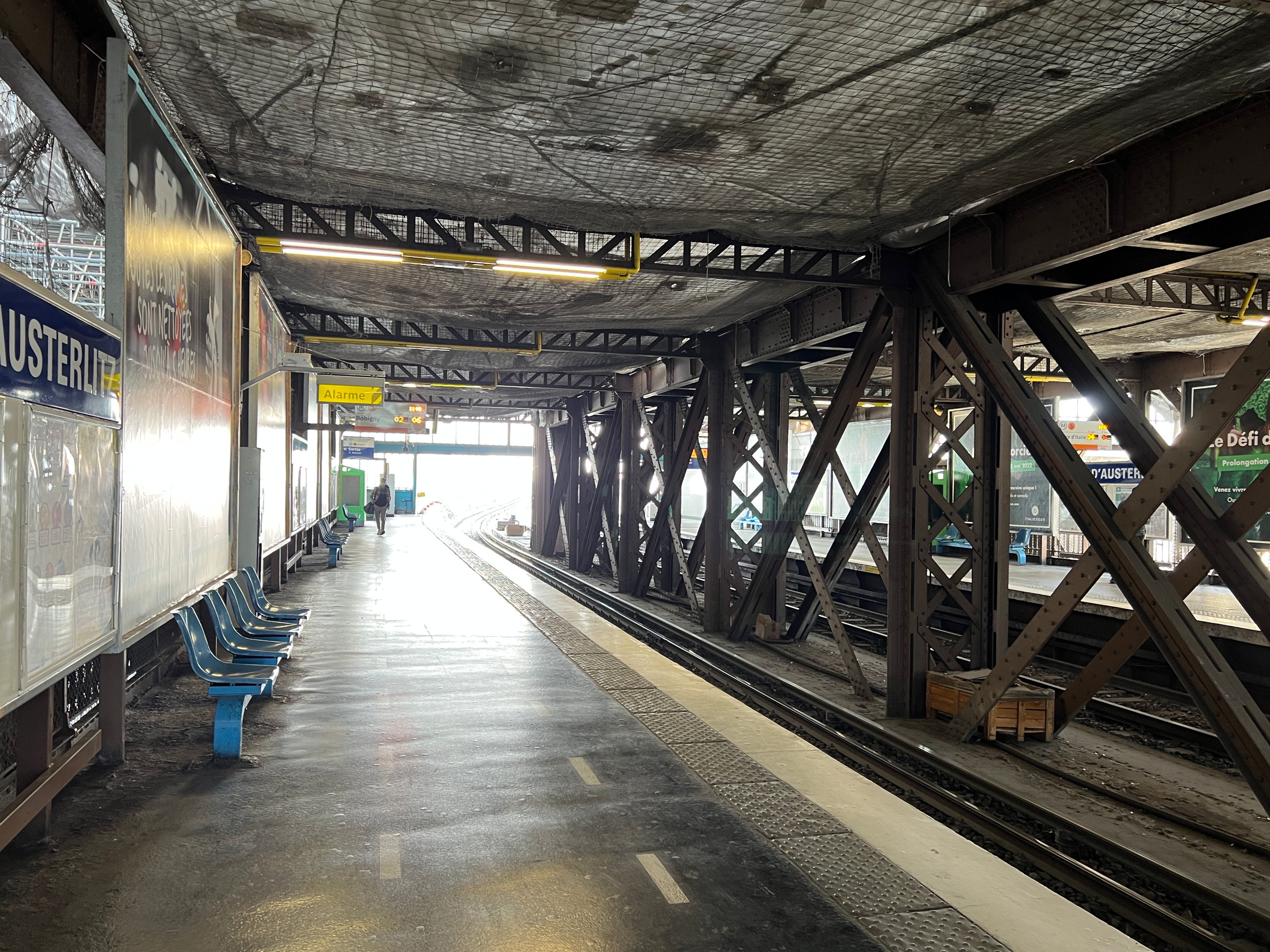
5號線月台 (2022年4月)

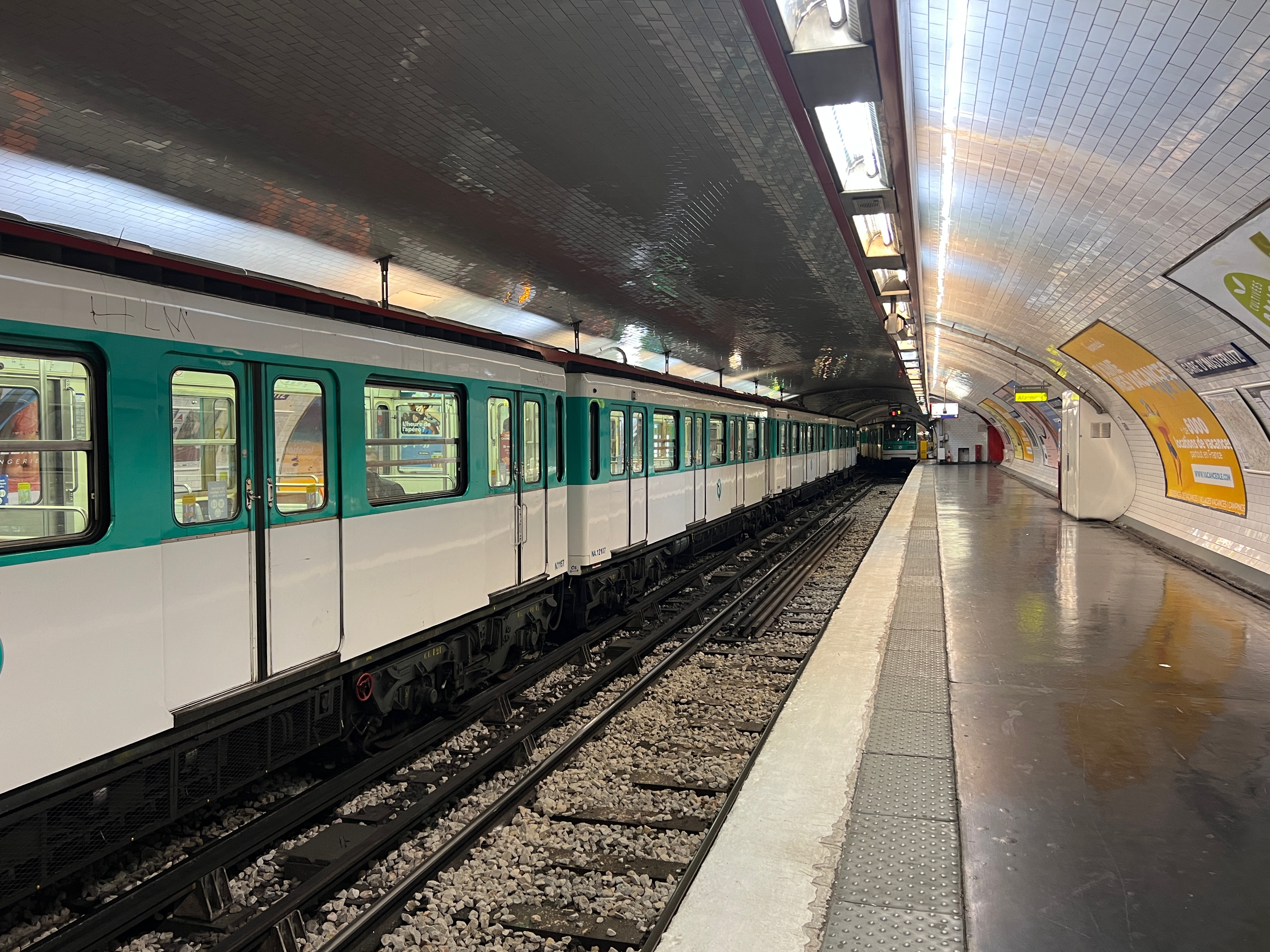
10號線月台 (2022年5月)

## 車站結構
| 5號線月台  | 側式月台，右側開門 | 側式月台，右側開門                   |
| 5號線月台  | 南行               | 往意大利廣場（聖馬塞爾）             |
| 5號線月台  | 北行               | 往博比尼-巴勃羅·畢卡索（拉佩河邊街） |
| 5號線月台  | 側式月台，右側開門 |                                      |
| B1         | 5號線月台連接夾層  |                                      |
| 街道       |                    |                                      |
| B1         | 10號線月台連接夾層 |                                      |
| 10號線月台 | 側式月台，右側開門 | 側式月台，右側開門                   |
| 10號線月台 | 西行               | 往布洛涅-聖克盧橋（于修）            |
| 10號線月台 | 東行               | 只限落客                             |
| 10號線月台 | 側式月台，右側開門 |                                      |